# پورتال (آریزونا)
پورتال (به انگلیسی: Portal) یک منطقهٔ مسکونی در ایالات متحده آمریکا است که در شهرستان کوچیز، آریزونا واقع شده‌است. پورتال ۱٬۴۵۰٫۸۷ متر بالاتر از سطح دریا واقع شده‌است.